# Mayumi Shō
Mayumi Shō (荘 真由美, Shō Mayumi), née le 5 février 1965 à Tōkyō, est une seiyū. Elle est mariée à Keiichi Nanba et travaille pour Aoni Production.

## Séries
- Dragon Ball : Chichi
- Dragon Ball Z : Chichi

## Films d'animations
- Edgar de la Cambriole : Le Complot du clan Fuma : Murasaki Suminawa